# Rhipiphorothrips miemsae
Rhipiphorothrips miemsae är en insektsart som beskrevs av Jacot-guillarmod 1937. Rhipiphorothrips miemsae ingår i släktet Rhipiphorothrips och familjen smaltripsar. Inga underarter finns listade i Catalogue of Life.